# أندريه بلسو
أندريه بلسو (بالفرنسية: André Bellessort)‏‏ (19 مارس 1866 في لافال (ماين) - 22 يناير 1942 في باريس)؛ شاعر، وكاتب، ومؤرخ أدبي، وروائي، وباحث في الرومانسية من فرنسا.

## الجوائز
- وسام جوقة الشرف من رتبة فارس[6]
- prix de poésie de l'Académie française  [لغات أخرى]‏

## روابط خارجية
- أندريه بلسو على موقع ميوزك برينز (الإنجليزية)